# Аркадаш
Аркадаш — кримськотатарська правозахисна організація, яка час від часу проводить мітинги і пікети. Як правило, тематика акцій — захист прав кримських татар, які постраждали від зловживань правоохоронних органів або місцевої влади.

## Діяльність
Аркадаш відомий боротьбою за кримськотатарську святиню Салгір-Баба.

## Політична орієнтація
Політична орієнтація Аркадашу формально нейтральна. Деякий час їх пов'язували з діяльністю СПУ, заступником голови кримського офісу якої був Рустем Халілов. Однак політичних заяв Аркадаш не робив.